# Остання зустріч
«Остання зустріч» (рос. «Последняя встреча») — радянський соціально-драматичний художній фільм, знятий режисером Борисом Бунєєвим у 1974 році. Всесоюзна прем'єра відбулася 2 січня 1975 року. Фільм визнаний гідним головної премії ВКФ в Кишиневі-75.

## Сюжет
Письменник Павло Снегирьов через багато років повертається в рідне село, де виріс в дитячому будинку. Тут як і раніше живе його друг Клим, ображений на Павла за те, що той не стримав даної Климу обіцянки, що після армії повернеться додому. Тут же живе колишня наречена Павла Аня, чиє особисте життя не склалося, оскільки вона чекала повернення Снегирьова. Павло не усвідомлював, що ця остання зустріч з минулим стане для нього фатальною.

## У ролях
- Геннадій Сайфулін —  Павло Снегирьов, письменник
- Володимир Меньшов —  Клим Авілов, в. о. бригадира зернорадгоспу
- Олексій Молостов —  Паша Снегирьов в дитинстві
- Сергій Щоголєв —  Клим Авілов в дитинстві
- Володимир Губін —  Клим Авілов в юності
- Світлана Орлова —  Аня Задорожна
- Олексій Граббе —  Тимофій Спірін
- Любов Мишева —  Тамара Авілова, сестра Клима
- Георгій Юматов —  Микола Снегирьов, батько Павла
- Сін Сайто —  Аукі Гуро, полонений японець
- Вадим Захарченко —  Кислов
- Артур Нищонкин —  Максим Романович Олексич, вихователь дитячого будинку
- Юнус Юсупов —  Акчурин, сержант
- Інна Виходцева —  льотчиця
- Борис Кумарітов —  Спартак Погосов (дорослий)
- Світлана Коновалова —  мати
- Лариса Блінова —  мати Олега
- Олександра Харитонова —  мати одного з дітей
- Олена Максимова —  перехожа
- Леонід Платонов — епізод
- Володимир Суворов — епізод
- Анатолій Голік — епізод
- Юрій Сорокін — епізод
- Станіслав Симонов — епізод
- Олексій Савостьянов — епізод
- Раїс Ахметжанов — епізод
- Олена Буркова — епізод
- Юрій Веніамінов — епізод
- Андрій Іващенко — епізод
- В'ячеслав Надаховський — епізод
- Акоп Шахпозян — епізод
- Владислав Барковський — епізод

## Знімальна група
- Режисер-постановник:  Борис Бунєєв
- Сценарій:  Одельша Агішев
- Оператор-постановник:  В'ячеслав Єгоров
- Художник-постановник:  Ольга Бєднова
- Композитор:  Георгій Дмитрієв